# Ferdi Tayfur
Ferdi Tayfur Turanbayburt, dit Ferdi Tayfur, né le 15 novembre 1945 à Adana et mort le 2 janvier 2025 à Antalya, est un chanteur, auteur-compositeur-interprète, poète, musicien, producteur, acteur et écrivain turc. Son registre est la musique orientale dite Arabesk müzik en turc.

## Discographie
(décembre 2024).
| Année | Album                                               | Compagnie                              | Notes                      |
| ----- | --------------------------------------------------- | -------------------------------------- | -------------------------- |
| 1967  | Ağlıyorum (Leyla) / Aşkınla Beni Öldürdün           | Seda Plak no 533 / Saya Plak no 47     |                            |
|       | Eyvah / Kalbimde Bir Ateştin (sürtük)               | Seda Plak no 554 / Gramofon Plak no 80 | Adanalı Ferdi              |
| 1968  | Tatlı Çingenem / Adana Barajında                    | Saya Plak no 48                        |                            |
|       | Dilek Kapısı                                        | Harika Müzik                           |                            |
| 1969  | Dilek Kapısı / Öldürecek Beni Bu Kara Sevda         | Saya Plak no 53                        |                            |
|       | Melekler Yüze Güler / Derdin nedir sormuyorlar      | Kader Plak no 92                       |                            |
|       | Dünya Ahret Kardeşimsin / Bilememki Deli Gönül      | Kader Plak 102                         |                            |
| 1970  | Çok Bekledim / Kaderimsin                           | Gen Plak 7                             |                            |
|       | Kaderimsin / Çok Bekledim Gelmedin                  | Zeren Plak 5                           |                            |
| 1971  | Yapıştı Canıma Bir Kara Sevda / Allah Şahidim Olsun | Seda Plak no 554 / Görsev plak 15      |                            |
|       | Kaderimsin / Sevgili Yarim                          | Elele Plak                             |                            |
|       | Sana Kaderimsin Dedim / Postacılar                  | Görsev Plak 30                         |                            |
|       | Mahkumların Duası / Mahşer Günü                     | Görsev Plak 29                         |                            |
|       | Nerelerdesin Sultanım / Sebebim Nazlı Yar Oldu      | Serenad Plak 128                       |                            |
| 1972  | Dur Dinle Sevgilim / Kır Çiçekleri                  | Görsev Plak 44                         |                            |
|       | Yüreğimde Yara Var / Bana Gerçekleri Söyle          | Görsev Plak 49                         |                            |
| 1973  | Sakın Düşme / Ne Bilirdimki                         | Görsev Plak 61                         |                            |
|       | Bana Gerçekleri Söyle / Ümitsiz Aşk                 | Görsev Plak                            |                            |
| 1974  | Akşam Güneşi / Çiçekler Açsın                       | Elenor 1037                            |                            |
|       | Akşam Güneşi                                        | Türküola                               | Long Play                  |
|       | Bırak Şu Gurbeti / Sevdalılar Beni Anlar            | Elenor 1038                            |                            |
|       | Postacılar                                          | Harika Müzik                           |                            |
|       | Postacılar                                          | Afşin                                  | Long Play                  |
|       | Bitmeyen Çile                                       | Görsel Plak Ve Kasetçilik              |                            |
| 1975  | Çeşme / Muhtaç Etme Beni                            | Elenor Plak 1043                       |                            |
|       | Yağmur Gözyaşım / Alıştım                           | Elenor Plak 1047                       |                            |
|       | Yadeller – Ağlamazsam Uyuyamam                      | Elenor Plak 1050                       |                            |
|       | Nerelerdesin Sultanım - Sebebim Nazlı Yar Oldu      | Elenor Plak                            |                            |
|       | Bırak Şu Gurbeti                                    | Minareci Müzik                         |                            |
|       | Ferdi Tayfur 1 (Mahkumların Duası)                  | Turkuola Müzik                         |                            |
| 1976  | Derbeder / Vazgeç Felek                             | Elenor Plak 1057                       |                            |
|       | Ekmek Parası (album)                                | Türküola Müzik                         |                            |
|       | Ferdi Tayfur & Huri Sapan                           | Uzelli Müzik                           |                            |
|       | Ferdi Tayfur 3 (Çeşme)                              | Uzelli Müzik                           |                            |
| 1977  | Huzurum Kalmadı                                     | Elenor Müzik                           |                            |
|       | Ferdi Tayfur 5 (Minareci)                           | Minareci Müzik                         |                            |
|       | Ferdi Tayfur 4 (Benim Gibi Sevenler)                | Uzelli Müzik                           |                            |
|       | Ferdi Tayfur 77                                     | Elenor 1081                            | Long Play                  |
| 1978  | Benim Gibi Sevenler / Söz Geçmiyor Gönlüme          | Elenor Plak 1066                       |                            |
|       | Ferdi Tayfur 6                                      | Minareci Müzik                         |                            |
|       | Batan Güneş                                         | Elenor Müzik                           |                            |
|       | Ferdi Tayfur 78                                     | Elenor 1078                            | Long Play                  |
| 1979  | Son Sabah                                           | Elenor 1085                            | Long Play                  |
|       | Mapushane                                           | Uzelli Müzik                           |                            |
|       | Gönül Oyunu / Hapishane Görüş Günü                  | Elenor plak 1072                       |                            |
|       | Merak Etme Sen / Söz Veriyorum                      | Elenor Plak 1073                       |                            |
| 1980  | Yuvasız Kuşlar                                      | Elenor 1088                            | Long Play                  |
|       | Batan Güneşin Kralı                                 | Minareci Müzik                         |                            |
|       | Durdurun Dünyayı                                    | Uzelli Müzik                           |                            |
|       | Avrupa Konser                                       | Uzelli Müzik                           | Enregistré en direct       |
|       | Durdurun Dünyayı / Boynu Büküğüm                    | Elenor Plak 1093                       |                            |
| 1981  | Ferdi Tayfur 10                                     | Minareci Müzik                         |                            |
|       | Insan Sevince                                       | Elenor 1094                            | Long Play                  |
|       | Insan Sevince (disque pour l'URSS)                  | MELODIA-Türküola Müzik                 | Vente pour l'URSS (Russie) |
|       | Nisan Yağmuru                                       | Elenor Müzik                           |                            |
| 1982  | Ben de Özledim                                      | Uzelli Müzik                           |                            |
|       | Ben de Özledim                                      | ODEBS Plak LP-1                        | Long Play                  |
|       | Sabahı Olmayan Geceler                              | Türküola Müzik                         |                            |
|       | Bir Avuç Gözyaşı                                    | Uzelli Müzik                           |                            |
| 1983  | F.Tayfur ve O.Gencebay'dan Seçmeler                 | Minareci Müzik                         |                            |
|       | Sen de mi Leyla                                     | Uzelli Müzik                           |                            |
|       | Sen de mi Leyla                                     | ODEBS Plak LP-2                        | Long Play                  |
| 1984  | Yaktı Beni                                          | ODEBS Plak                             | Long Play                  |
|       | Gitme Yarim                                         | Türküola Müzik                         |                            |
|       | Bu Gece Düğün Var                                   | Türküola Müzik                         |                            |
| 1985  | Kurtuldum                                           | Ferdifon Müzik                         | Long Play                  |
|       | Ferdi Tayfur 11 (Deli Gönül)                        | Minareci Müzik                         |                            |
|       | Ferdifon'dan Seçmeler 1                             | Ferdifon Müzik                         |                            |
| 1986  | Derbeder                                            | Elenor Müzik                           |                            |
|       | Merak Etme Sen                                      | Elenor Müzik                           |                            |
|       | Ferdifon'dan Seçmeler 2                             | Ferdifon Müzik                         |                            |
|       | Haram Oldu                                          | Ferdifon Müzik / Raks Müzik            | Long Play                  |
| 1987  | İnsan Sevince                                       | Elenor Müzik                           |                            |
|       | İçimde Bir His Var - Ya Benimsin Ya Toprağın        | Ferdifon Müzik                         | Long Play                  |
|       | Ferdifon'dan Seçmeler 3                             | Ferdifon Müzik                         |                            |
| 1988  | Naz Etme - Canına Okuyacağım                        | Ferdifon Müzik                         |                            |
|       | Acılar                                              | Minareci Müzik                         |                            |
|       | Bir Sen Söyle                                       | Türküola Müzik                         |                            |
| 1989  | Allah'ım Sen Bilirsin                               | Ferdifon Müzik                         |                            |
|       | Ferdifon'dan Seçmeler 4                             | Ferdifon Müzik                         |                            |
|       | Sakın Düşme                                         | Görsev Müzik                           |                            |
|       | Gülhane'den Sevgilerle                              | Ferdifon Müzik                         | Enregistré en direct       |
| 1990  | Hoşçakal                                            | Ferdifon Müzik                         |                            |
|       | Özlem Yangını                                       | Minareci Müzik                         |                            |
| 1991  | Ferdifon'dan Seçmeler 5                             | Ferdifon Müzik                         |                            |
|       | Gelirsen - Bana da Söyle                            | Ferdifon Müzik                         |                            |
| 1992  | Dert Yağmuru                                        | Minareci Müzik                         |                            |
|       | Yetiş Emmioğlu                                      | Türkuola Müzik                         |                            |
|       | Prangalar                                           | Ferdifon Müzik                         |                            |
| 1993  | Kralların Müzik Şöleni                              | Elenor Müzik                           |                            |
|       | Zirvede İki Kral                                    | Dünya Müzik                            |                            |
| 1994  | Mor Güller - Fadime'nin Düğünü                      | Ferdifon Müzik                         |                            |
|       | Baharımsın Kışımsın                                 | Elenor Müzik                           |                            |
| 1995  | Dünya                                               | Ferdifon Müzik                         |                            |
| 1996  | Zaman Tüneli Arşiv 1                                | Ferdifon Müzik                         | Compilation                |
|       | Altın Şarkılar                                      | Dilan Müzik Üretim                     |                            |
| 1997  | Of Dağlar                                           | Ferdifon Müzik                         |                            |
| 1998  | Ferdi Tayfur Klasikleri Arşiv 2                     | Ferdifon Müzik                         | Compilation                |
| 1999  | Yoksun - Kör Talih                                  | Ferdifon Müzik                         |                            |
| 2000  | Zengin Olursam                                      | Ferdifon Müzik                         |                            |
| 2001  | Zaman Tüneli Arşiv 3                                | Ferdifon Müzik                         | Compilation                |
| 2002  | İnceden                                             | Ferdifon Müzik                         |                            |
| 2003  | Durun Ayaklarım                                     | Ferdifon Müzik                         |                            |
|       | Yandı Gönlüm                                        | Ferdifon Müzik                         | Maxi Single                |
| 2004  | Ferdifon'dan Seçmeler 6                             | Ferdifon Müzik                         |                            |
|       | Bir Demet Gül                                       | Ferdifon Müzik                         |                            |
| 2006  | Aşkın Cezası                                        | Ferdifon Müzik                         |                            |
| 2007  | Gençliğimin Şarkıları                               | Ferdifon Müzik                         |                            |
| 2009  | Boynu Bükük Şarkılarım                              | Ferdifon Müzik                         | Compilation                |
| 2010  | Baharımsın Kışımsın                                 | Elenor Müzik                           | Compilation                |

## Filmographie
- 1977 : Çeşme
- 1977 : Benim Gibi Sevenler
- 1978 : Derbeder
- 1978 : Batan Güneş
- 1978 : Son Sabah
- 1979 : Yuvasız Kuşlar
- 1979 : Yadeller
- 1979 : İnsan Sevince
- 1980 : Huzurum Kalmadı
- 1980 : Boynu Bükük
- 1980 : Durdurun Dünyayı
- 1981 : Bir Damla Ateş
- 1981 : Kara Gurbet, de Natuk Baytan
- 1981 : Ben de Özledim
- 1981 : Olmaz Olsun
- 1982 : Hasret Sancısı
- 1982 : Sen de mi Leyla
- 1982 : Günaha Girme
- 1983 : Yaktı Beni
- 1983 : Yıldızlar da Kayar
- 1983 : Kalbimdeki Acı
- 1984 : Utanıyorum
- 1984 : Çılgın Arzular
- 1985 : Her Şeyim Sensin
- 1985 :  Haram Oldu
- 1986 : Affet Allah'ım
- 1986 : Içimde Bir His Var
- 1987 : Ya Benimsin Ya Topragin
- 1988 : Ah Bir Çocuk Olsaydım
- 1988 : Elveda Mutluluklar
- 1988 : Sevgiler Çiçek Gibi
- 1988 : Bu Talihimin Canina Okuyacagim, de Ferdi Tayfur
- 1989 : Allah'ım Sen Bilirsin
- 1989 : Bu Sehrin Geceleri

## Publications
- (tr) Şekerci Çırağı, roman, İstanbul, Distribution Kora, 2003 (ISBN 975-795-799-2)
- (tr) Yağmur Durunca, roman, İstanbul, Distribution Kora, 2008 (ISBN 978-975-880-078-0)
- (tr) Bir Zamanlar Ağaçtım, roman, İstanbul, Distribution Kora, 2013 (ISBN 978-605-560-140-9)
- (tr) Paraşütteki Çocuk, roman, İstanbul, 2013